# Атюр'євське сільське поселення
Атю́р'євське сільське поселення (рос. Атюрьевское сельское поселение) — муніципальне утворення у складі Атюр'євського району Мордовії, Росія. Адміністративний центр — село Атюр'єво.

## Історія
Станом на 2002 рік існували Аргинська сільська рада (села Арга, Шали, присілки Лісна, Чудинка), Атюр'євська сільська рада (село Атюр'єво, присілки Барановка, Красновка, Руська Велязьма, Татарська Велязьма), Дмитрієво-Усадська сільська рада (село Дмитрієв Усад, присілки Вярьвель, Кутирки, Нижня Богдановка, селища Зимовка, Оезрки, Рижевка) та Каменська сільська рада (села Базарна Дубровка, Каменка).
2007 року були ліквідовані присілок Лісна та село Шали.
17 травня 2018 року до складу Каменського сільського поселення (села Базарна Дубровка, Каменка) була включена територія ліквідованого Аргинського сільського поселення (село Арга, присілок Чудинка).
24 квітня 2019 року до складу Атюр'євського сільського поселення (село Атюр'єво, присілки Барановка, Красновка, Руська Велязьма, Татарська Велязьма) були включені території ліквідованих Дмитрієво-Усадського сільського поселення (село Дмитрієв Усад, присілки Вярьвель, Кутирки, Нижня Богдановка, селища Зимовка, Оезрки, Рижевка) та Каменського сільського поселення (села Арга, Базарна Дубровка, Каменка, присілок Чудинка).

## Населення
Населення — 4360 осіб (2019, 6177 у 2010, 6774 у 2002).

## Склад
До складу поселення входять такі населені пункти:
| Населений пункт              | Населення, осіб (2002) | Населення, осіб (2010) |
| ---------------------------- | ---------------------- | ---------------------- |
| Арга, село                   | 105                    | 100                    |
| Атюр'єво, село               | 4736                   | 4429                   |
| Базарна Дубровка, село       | 1                      | 0                      |
| Барановка, присілок          | 183                    | 179                    |
| Вярьвель, присілок           | 38                     | 12                     |
| Дмитрієв Усад, село          | 582                    | 406                    |
| Зимовка, селище              | 4                      | 0                      |
| Каменка, село                | 328                    | 318                    |
| Красновка, присілок          | 5                      | 0                      |
| Кутирки, присілок            | 26                     | 11                     |
| Лісна, присілок              | 2                      | -                      |
| Нижня Богдановка, присілок   | 8                      | 0                      |
| Озерки, селище               | 6                      | 3                      |
| Рижевка, селище              | 0                      | 0                      |
| Руська Велязьма, присілок    | 299                    | 287                    |
| Татарська Велязьма, присілок | 243                    | 261                    |
| Чудинка, присілок            | 206                    | 171                    |
| Шали, село                   | 2                      | -                      |